# 高雄行動創意
高雄行動創意，全稱「高雄行動創意國際徵選」（Idea for Action Kaohsiung International Competition），是高雄市政府為了配合國際都市發展協會（International Urban Development Association，簡稱「INTA」）的第33屆國際年會所舉辦的一個徵選活動。

## 國際都市發展協會第33屆年會
國際都市發展協會第33屆年會（INTA33）將於2009年10月4日至10月8日在高雄及台北兩個城市舉行，其主要任務在揭示「創新都市環境」重要性及討論其實行方法。
本會將以圓桌會議及技術參訪等形式舉辦，廣邀國際間相關產官學人員與會，盼以討論及分享來激發「創新」對於都市發展的可能性，並藉此年會展示高雄及台北的現階段發展及未來展望。

## 高雄創意行動國際徵選
為完整配合國際年會，高雄市政府擬出「高雄行動創意國際徵選」活動，以直接方式對世界公民徵求創意；為降低徵稿門檻，都市發展局並選擇以任何形式（文字、圖像、影片）、不限制任何科系、不分專業，皆可以其對高雄的認識、熱忱、或記錄來達到該活動希冀的都市創新環境目標。

## 特殊性
「高雄行動創意國際徵選」為政府創辦之活動，但其開放性及不設限的方式，實屬僅見。活動的目的本於將獎金直接贈予甄選後脫穎而出之創意，再將該創意結合高雄市政府未來的都市發展或更新計畫、或作為記錄高雄市的文本。

## 外部連結
- 高雄行動創意徵選活動
- 高雄市都市發展局 （页面存档备份，存于）
- 2009國際都市發展協會
- INTA33 IN TAIWAN（英文）
- 國際都市發展協會官方網站 （页面存档备份，存于）（英文）
- 高雄旅遊網